# Kammenstraat
De Kammenstraat is een winkelstraat in de binnenstad van Antwerpen. Ze ligt vlak bij de Groenplaats tussen de Oudaan en de Nationalestraat.

## Geschiedenis
Deze straat bestaat al van de 12° eeuw als de Cammerstrate en was de locatie voor brouwers en drukkerijen.
In het Oud Vlaams is een Camme een brouwerij en een cammer een brouwer. 
In 1554 werden de brouwers door het stadsbestuur verplicht te verhuizen naar de gronden van het project Nieuwstad van Gilbert van Schoonbeke. Deze bevonden zich tussen de 3 vlieten waaronder de Brouwersvliet en de noordelijke stadsomwalling. 

## Toelichting

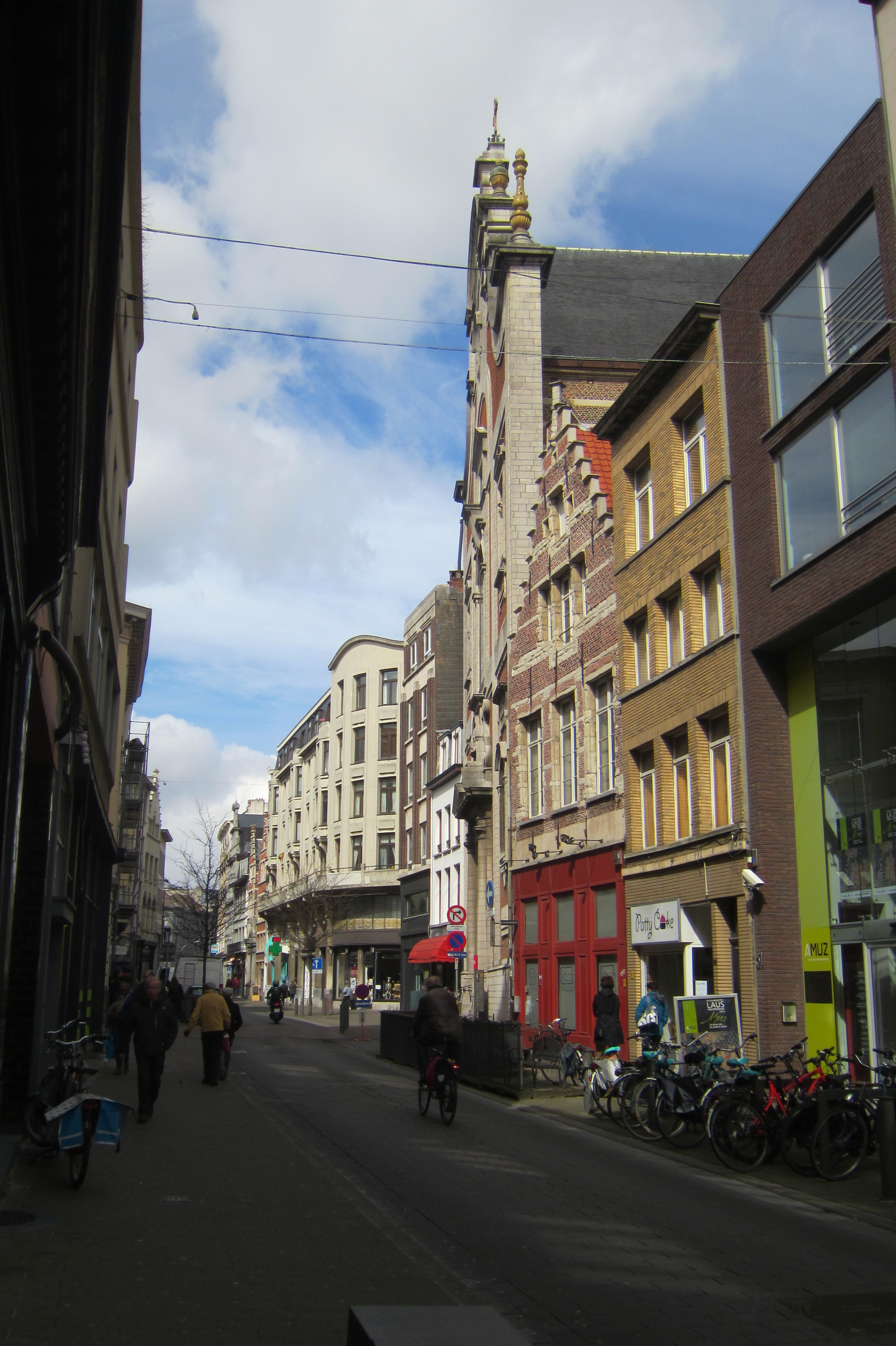
Zicht op de Kammenstraat met de Sint-Augustinuskerk

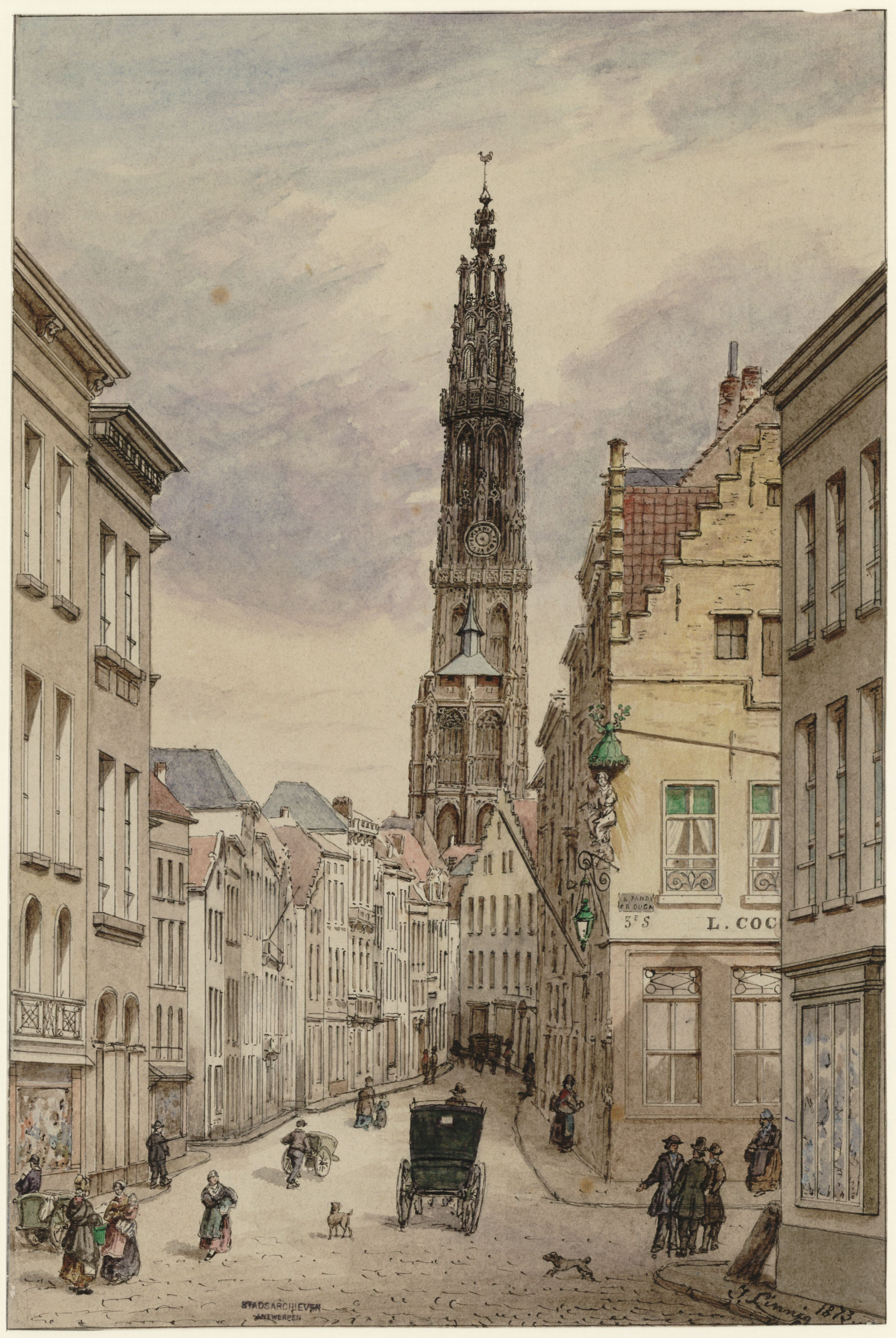
Kammenstraat, 1873, Jozef Linnig, collectie Felixarchief

Vroeger werd de Cammerstraat gebruikt als een straat voor brouwersverkeer. Dit veranderde omdat de straat te smal werd. De brouwers zijn toen naar het Mechelseplein verhuisd omdat ze daar meer open ruimte hadden om zich te ontwikkelen. 
Na het vertrek van de brouwers werd de Cammerstraat een winkelstraat. Tegenwoordig kan men in de Kammenstraat meer dan veertig verschillende winkels vinden, van bekende ketens tot minder bekende winkels.
Er is niet veel autoverkeer, mede doordat deze straat een eenrichtingsstraat is. Als handelaar kan je in de Kammenstraat lid worden van de Kammenstraat United. Dit is een handelaarsvereniging die geregeld overlegt met het Antwerps stadsbestuur over bijvoorbeeld de kerstdecoratie en -verlichting.
De Kammenstraat maakt naast de Schuttershofstraat en de Oudaan deel uit van de modewandeling door Antwerpen. In de Kammenstraat ontstond in 1998 het muziekfestival Laundry day. Sinds 2005 vindt dit plaats op Nieuw-Zuid.
In deze straat ligt de Sint-Augustinuskerk die sinds 2006 de vaste stek is van de vzw AMUZ.
Op 27 juli 2016 daagden op initiatief van Unizo een duizendtal Pokémon GOspelers op voor een Pokémon Hunt in de Antwerpse Kammenstraat